# Парагвай на літніх Олімпійських іграх 2008
Парагвай брав участь у Літніх Олімпійських іграх 2008 року у Пекіні (Китай) удесяте за свою історію, але не завоював жодної медалі. Збірну країни представляли 4 жінки.